# Txeguet

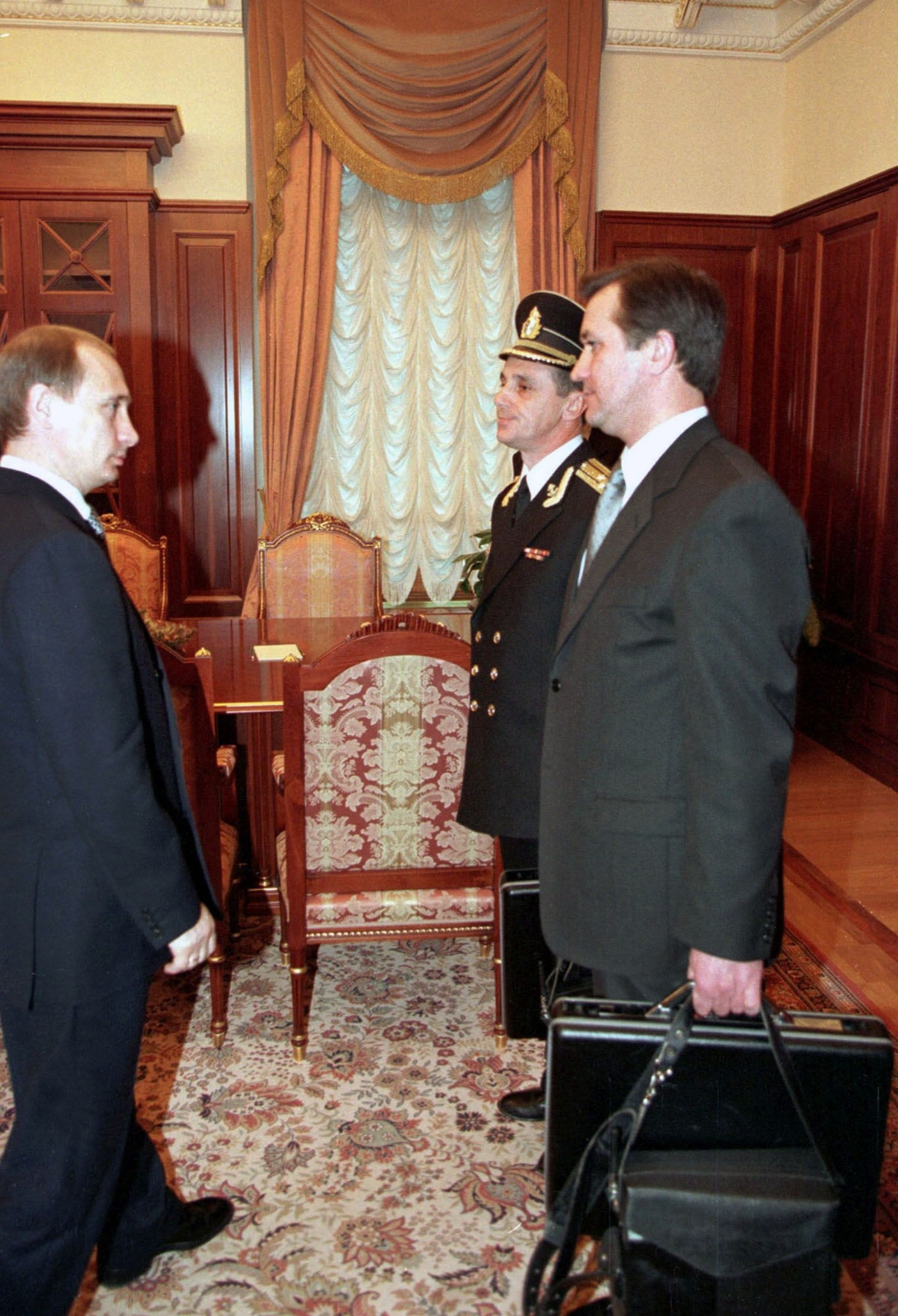
El president Vladímir Putin rebent, el 31 de desembre de 1999, el “maletí nuclear” amb els codis de control de l'arsenal atòmic rus.

Txeguet, rus: Чегет (en sentit estricte, fa referència al nom d'una muntanya de la regió russa de Kabardino Balkaria) és un maletí nuclear que forma part del sistema automàtic de comandament i control de les Forces Nuclears Estratègiques russes (el seu nom en codi és Kazbek).
El sistema es va posar en funcionament l'any 1983, durant el curt període de govern de Iuri Andrópov. El primer líder soviètic que va començar a estar acompanyat d'oficials amb un "maletí nuclear" fou Konstantín Txernenko el 1984.
Està connectat amb un sistema especial de comunicacions xifrat de nom en clau Kavkaz (“Caucas”), el qual permet “suportar la comunicació entre alts funcionaris del govern mentre estiguin prenent la decisió sobre si haurien d'usar armes nuclears, el que a la vegada està connectat a Kazbek, el qual arriba a tots els individus i agències involucrades en el comandament i control de l'arsenal nuclear estratègic del país.
El president rus en exercici té un Txeguet a mà en tot moment. També se sol assumir, encara que se sap amb certesa, que també se solen despatxar alguns “maletins nuclears” al Ministeri de Defensa de Rússia, així com al tinent general al comandament de l'Estat Major Conjunt de la nació.
L'Estat Major rep el senyal i iniciaria un hipotètic (contra)atac atòmic devastador, a partir del pas dels codis d'autorització respectius complexos de llançament de coets nuclears o a plataformes de llançament de míssils individuals de ICBMs (míssils balístics intercontinentals).
Igual que el que succeeix amb el maletí nuclear nord-americà (conegut com a nuclear football en l'argot polític dels Estats Units), el maletí nuclear rus s'ha convertit en símbol de l'autoritat presidencial.